# El Viejo
El Viejo è un comune del Nicaragua facente parte del dipartimento di Chinandega.